# All's Fair
All's Fair est une série télévisée dramatique et juridique créée par Ryan Murphy, Jon Robin Baitz et Joe Baken, dont la diffusion est prévue pour automne 2025 sur le service Hulu aux États-Unis.
Pour les pays francophones, elle sera accessible sur la plateforme Disney+.

## Synopsis
Une avocate spécialisée dans les divorces dirige un cabinet exclusivement féminin à Los Angeles.

## Distribution

### Acteurs principaux
- Kim Kardashian  : Allura Grant
- Naomi Watts  :  Liberty Ronson
- Niecy Nash  : Emerald Greene
- Teyana Taylor  : Milan
- Sarah Paulson  : Carrington Lane
- Glenn Close : Dina Standish

### Acteurs récurrents
- Ed O'Neill
- Judith Light
- Brooke Shields
- Matthew Noszka : Chase Munroe
- Elizabeth Berkley : Dee Barber

## Production

### Développement
En décembre 2023, Hulu annonce le développement d'une série dramatique et juridique créée par Ryan Murphy. Cette nouvelle série sera écrite par Jon Robin Baitz et Joe Baken. Il est également annoncé que Kim Kardashian et Kris Jenner seront les productrices de la série.
En juillet 2024, les actrices Glenn Close et Halle Berry sont annoncées en tant que productrices déléguées cependant quelques jours plus tard, il est annoncé que Halle Berry a finalement quitté le projet.
En Aout 2024, les actrices Sarah Paulson, Niecy Nash, Naomi Watts et Teyana Taylor sont annoncées à la production de la série en tant que productrice déléguées.
Le 14 Mai 2025, Hulu et Disney+ dévoilent la première bande-annonce de la série dont la diffusion est prévue pour automne 2025.

### Attribution des rôles
En décembre 2023 en même temps que l'annonce du développement de la série, il est annoncé que Kim Kardashian obtient le rôle principal d'une avocate spécialisée dans les divorces. Il s'agit de sa deuxième collaboration avec le créateur Ryan Murphy, après la douzième saison d'American Horror Story.
En juillet 2024, Glenn Close et Halle Berry sont également confirmées. Cependant, quelques jours plus tard, Halle Berry quitte finalement le projet.
En août 2024, la distribution principale se complète avec l'arrivée de l'actrice et chanteuse Teyana Taylor, mais également l'arrivée de trois autres actrices qui ont déjà collaborée à plusieurs reprises avec le créateur Ryan Murphy : Sarah Paulson (American Horror Story, American Crime Story et Ratched), Niecy Nash (Scream Queens, Dahmer – Monstre : L'histoire de Jeffrey Dahmer et Grotesquerie) et Naomi Watts (Feud et The Watcher).
En septembre 2024, l'acteur Matthew Noszka rejoint la série. Le mois suivant, c'est Ed O'Neill qui est annoncé.

### Tournage
Le tournage a commencé depuis octobre 2024 en Californie[réf. nécessaire]

## Fiche technique
- Développement : Ryan Murphy, Jon Robin Baitz et Joe Baken.
- Production exécutive : Ryan Murphy, Jon Robin Baitz, Kim Kardashian, Kris Jenner, Sarah Paulson,  Niecy Nash, Glenn Close, Naomi Watts, Teyana Taylor, Jamie Pachino, Lyn Greene, Richard Levine, Alexis Martin Woodall, Eric Kovtun, Scott Robertson et Holly Jete
- Société de production : Ryan Murphy Productions et 20th Television
- Société(s) de distribution : 
  -  États-Unis : Hulu
  -  Mondial : Disney +
- Pays de production :  États-Unis
- Langue originale : anglais
- Format : couleur
- Genre : drame juridique